# Meurtre de Tim McLean
 (juin 2023).
La mise en forme du texte ne suit pas les recommandations de Wikipédia : il faut le « wikifier ».
Les points d'amélioration suivants sont les cas les plus fréquents. Le détail des points à revoir est peut-être précisé sur la page de discussion.
- Les titres sont pré-formatés par le logiciel. Ils ne sont ni en capitales, ni en gras.
- Le texte ne doit pas être écrit en capitales (les noms de famille non plus), ni en gras, ni en italique, ni en « petit »…
- Le gras n'est utilisé que pour surligner le titre de l'article dans l'introduction, une seule fois.
- L'italique est rarement utilisé : mots en langue étrangère, titres d'œuvres, noms de bateaux, etc.
- Les citations ne sont pas en italique mais en corps de texte normal. Elles sont entourées par des guillemets français : « et ».
- Les listes à puces sont à éviter, des paragraphes rédigés étant largement préférés. Les tableaux sont à réserver à la présentation de données structurées (résultats, etc.).
- Les appels de note de bas de page (petits chiffres en exposant, introduits par l'outil «  Source ») sont à placer entre la fin de phrase et le point final[comme ça].
- Les liens internes (vers d'autres articles de Wikipédia) sont à choisir avec parcimonie. Créez des liens vers des articles approfondissant le sujet. Les termes génériques sans rapport avec le sujet sont à éviter, ainsi que les répétitions de liens vers un même terme.
- Les liens externes sont à placer uniquement dans une section « Liens externes », à la fin de l'article. Ces liens sont à choisir avec parcimonie suivant les règles définies. Si un lien sert de source à l'article, son insertion dans le texte est à faire par les notes de bas de page.
- La présentation des références doit suivre les conventions bibliographiques. Il est recommandé d'utiliser les modèles {{Ouvrage}}, {{Chapitre}}, {{Article}}, {{Lien web}} et/ou {{Bibliographie}}. Le mode d'édition visuel peut mettre en forme automatiquement les références.
- Insérer une infobox (cadre d'informations à droite) n'est pas obligatoire pour parachever la mise en page.

Pour une aide détaillée, merci de consulter Aide:Wikification.
Si vous pensez que ces points ont été résolus, vous pouvez retirer ce bandeau et améliorer la mise en forme d'un autre article.
 (juin 2023).
Le meurtre de Tim McLean a lieu le soir du 30 juillet 2008. McLean, un Canadien de 22 ans, est poignardé, décapité et victime de cannibalisme alors qu'il voyage à bord d'un autobus de la compagnie Greyhound Canada. Le meurtre est perpétré le long de la route transcanadienne, à environ 30 km (18,64 mi) à l'ouest de Portage la Prairie, Manitoba. Le 5 mars 2009, Vince Li, alors âgé de 40 ans, est reconnu non criminellement responsable du meurtre et envoyé dans un établissement de santé mentale à haute sécurité de Selkirk, au Manitoba. Il y est détenu jusqu'à sa libération le 8 mai 2015,.

## Incident
Le 30 juillet 2008, Tim McLean, un marchand de carnaval, rentre à Winnipeg après avoir travaillé dans une foire d'Edmonton. Il quitte Edmonton à bord de l'autobus Greyhound 1170, à destination de Winnipeg via l'autoroute Yellowhead, autoroute qui passe au travers de la Saskatchewan. Il est assis à l'arrière, une rangée devant les toilettes. À 18 h 55, l'autobus quitte un arrêt à Erickson au Manitoba avec un nouveau passager, Vince Weiguang Li,. Li, décrit comme un homme de grande taille, dans la quarantaine, à la tête rasée et portant des lunettes de soleil, s'assied d'abord à l'avant de l'autobus, mais change de banc pour venir à  côté de McLean après une halte prévue. McLean « réagit à peine » à la présence de Li, s'endormant contre la vitre avec des écouteurs couvrant ses oreilles.
Selon des témoins, McLean dormait avec ses écouteurs sur les oreilles lorsque Li, assis à côté de lui, aurait sorti soudainement un grand couteau avant de le poignarder au cou et à la poitrine. Rapidement, le chauffeur de l'autobus se serait arrêté sur le bord de la route et tous les autres passagers auraient fui avec lui. Le conducteur et deux autres hommes auraient par la suite tenté de sauver McLean, mais Li les aurait repoussés en tentant de leur asséner des coups de couteau derrière les portes verrouillées de l'autobus. Li aurait finalement décapité McLean avant de montrer à ceux qui se tenaient à l'extérieur du bus la tête coupée de sa victime. Il serait ensuite retourné vers McLean pour couper d'autres parties de son corps et manger des portions de sa chair.

## Tim Mc Lean
Timothy Richard "Tim" McLean Jr., est né le 3 octobre 1985 à Winnipeg, au Manitoba. Il a grandi à Winnipeg et à Elie, au Manitoba. Il a 22 ans lorsqu'il est tué le 30 juillet 2008. Au moment de sa mort, McLean travaillait comme travailleur de carnaval, plus précisément comme bonimenteur de carnaval à Edmonton, en Alberta. Son fils est né le 21 décembre 2008, cinq mois après sa mort.

## Vince Li

### Contexte
Vincent Weiguang "Vince" Li (Chinese)  est né à Dandong, Liaoning, le 30 avril 1968. En 1992, Li obtient son baccalauréat en informatique à l'Institut de technologie de Wuhan. De 1994 à 1998, Li travaille à Pékin en tant qu'ingénieur en logiciel informatique. Bien que, par erreur, certains journaux aient rapporté que Li avait immigré au Canada en 2004, c'est le 11 juin 2001 qu'il y arrive  et il devient citoyen canadien le 7 novembre 2006.
À partir de l'automne 2004, il travaille pendant six mois à l'église Grant Memorial situé à Winnipeg afin de subvenir aux besoins de sa femme, Anna. Il y occupe des postes de subalterne. Le pasteur Tom Castor, qui employait Li, a déclaré qu'il semblait heureux d'avoir un travail et que, malgré la barrière de la langue avec les autres membres de la congrégation, il s'engageait à bien le faire.

### Procès
Le procès de Li débute le 3 mars 2009, Li plaidant non pénalement responsable pour cause de troubles mentaux. Par le fait même, il reconnaissait avoir commis l'infraction, mais affirmait ne pas avoir eu la mens rea nécessaire et donc avoir été incapable de juger de la nature et de la qualité de l’infraction et de savoir que l’acte était mauvais. Stanley Yaren a déclaré que la schizophrénie de son patient le rendait inculpable, car il avait cru à tort que McLean était une "force du mal" et qu'il constituait une menace imminente pour lui-même et les autres. Selon lui, McLean était réellement, dans l'esprit de Li, un extraterrestre et démon déguisé qui devait être "détruit" au point où il a estimé qu'il était nécessaire de mutiler le corps de McLean pour l'empêcher de revenir à la vie. Li se serait également senti dans l'obligation d'attaquer McLean, car des voix qu'il croyait être de Dieu lui disaient de tuer McLean, sans quoi il serait lui-même tué,. La défense et l'accusation ont accepté l'évaluation de Yaren et se sont prononcées en faveur d'un placement involontaire dans un établissement psychiatrique plutôt que d'une peine de prison. Le juge président, John Scurfield, a accepté le diagnostic et a statué que Li n'était pas pénalement responsable du meurtre. Li fut renvoyé au Centre de santé mentale de Selkirk.

## Conséquences
La semaine suivant l'attaque, Greyhound Canada retire une série de publicités à la grandeur du pays. Celle-ci inclut le slogan « Il y a une raison pour laquelle vous n'avez jamais entendu parler de la rage dans les bus ». L'incident conduit à de nombreux appels et pétitions exigeant une sécurité accrue dans les bus interurbains.